# Balduin Herrmann
Johannes Balduin Herrmann (* 24. Juni 1856 auf Rittergut Köckenitzsch bei Naumburg (Saale); † 20. Dezember 1932 in Danzig) war ein deutscher Journalist und Parlamentarier.

## Leben
Balduin Herrmann studierte an der Universität Jena. 1879 wurde er Mitglied des Corps Saxonia Jena. 1880 wurde er zum Dr. phil. promoviert. Nach dem Studium wurde er Journalist und Chefredakteur der Danziger Zeitung. Nach 1919 war er führendes Mitglied der Deutschen Demokratischen Partei. Er gehörte dem Direktorium des Centralverbands Deutscher Industrieller an.
Nach einer Nachwahl am 22. Oktober 1915 saß er bis 1918 als Abgeordneter des Wahlkreises Danzig 2 (Stadtkreis Danzig, Danziger Höhe, Danziger Niederung) im Preußischen Abgeordnetenhaus. Er gehörte der Fraktion der Fortschrittlichen Volkspartei an.

## Schriften
- Das Hausbesitzervorrecht bei den Kommunalwahlen, 1908
- mit Anton Bertling: Danzig, 1911.
- Eine Fahrt an die Westfront zu unserm Volk in Wehr und Waffen , 1915